# Kanały logiczne w GSM

## Kanały logiczne w GSM
Do transmisji w systemie GSM przydzielony jest kanał telekomunikacyjny fizyczny. W poszczególnych szczelinach czasowych mieszczą się pakiety zróżnicowane pod względem struktury czasowej i znaczenia. Kanały logiczne, za pomocą których zorganizowana jest wymiana informacji, realizowane są poprzez transmisję tychże pakietów. Każda komórka systemu posiada jedną wybraną częstotliwość nośną, na której w szczelinie zerowej transmitowane są informacje systemowe do wszystkich stacji z obszaru tej komórki (transmisja „w dół"). Stacje ruchome mają możliwość sygnalizacji chęci nawiązania połączenia także w szczelinie zerowej, ale na częstotliwości niższej o 45 MHz (w GSM 900) i o 95 MHz (w GSM 1800) – jest to tzw. transmisja „w górę”. Ta para częstotliwości nośnych jest w danej komórce na stałe wykorzystywana w celach sygnalizacyjnych. Rozróżniamy kilka kanałów logicznych w zależności od ich funkcji i rodzajów pakietów, które je tworzą (rys. 1).

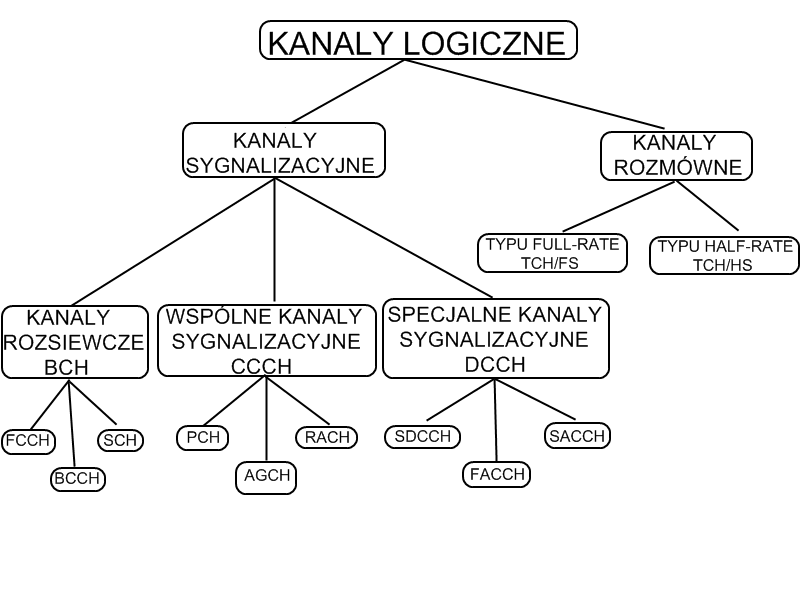
Kanały logiczne w GSM

## Kanały sygnalizacyjne

### Kanały rozsiewcze (BCH)
- BCCH (z ang. Broadcast Control Channel) – rozsiewczy kanał sterowania składający się z informacji sterujących dotyczących sieci, pojedynczej komórki lub komórek z nią sąsiadujących. W kanale tym przesyłane są informacje potrzebne do tego aby stacja ruchoma mogła zidentyfikować sieć i uzyskać do niej dostęp.
- FCCH (z ang. Frequency Correction Channel) – kanał korekcji częstotliwości, przez który stacje ruchome mają możliwość dostrajać się do częstotliwości nośnej.
- SCH (z ang. Synchronization Channel) – kanał synchronizacyjny, dzięki któremu stacje ruchome mogę dokonać synchronizacji ramkowej ze stację bazową. Kanał ten służy także do identyfikacji transceivera, w którego zasięgu znajduje się stacja ruchoma.

### Wspólne kanały sygnalizacyjne (CCCH)
- CCCH (z ang. Common Control  Channel) – wspólny kanał sterujący, służący po uzyskaniu synchronizacji do nawiązania połączenia. Składa się z następujących kanałów:
  - RACH (z ang. Random Access Channel) – kanał dostępu przypadkowego, w którym stacje ruchome zgłaszają chęć nawiązania połączenia.
  - AGCH (z ang. Access Grant Channel) – kanał przydziału dostępu, w tym kanale stacja bazowa informuje stację ruchomą o zgodzie na dostęp.
  - PCH (z ang. Paging Channel) – kanał wywoławczy, za pomocą którego stacja bazowa nawiązuje połączenie ze stacja ruchomą.

### Specjalne kanały sygnalizacyjne (DCCH)
SACCH (z ang. Slow Associated Control Channel) – kanał sterujący powolny stowarzyszony z określonym kanałem rozmownym. W tym kanale przekazywane są informacje np. nakazujące zmianę mocy sygnału emitowanego przez stację ruchomą lub przygotowania się do przejęcia połączenia przez inna stację bazową.
FACCH (z ang. Fast Associated Control Channel) – kanał sterujący szybki stowarzyszony z określonym kanałem rozmownym. Kanał ten posiada analogiczne funkcje jak kanał SACCH ale służy on do transmisji informacji pilnych.
Przed przydzieleniem określonego kanału konkretnej stacji ruchomej, wykorzystywany jest kanał DCCH (z ang. Dedicated Control Channel) – dedykowany kanał sterujący. Kanał DCCH zbudowany jest z dwóch innych kanałów:
- SDCCH (z ang. Stand-Alone Dedicated Control Channel) – samodzielny dedykowany kanał sterujący, wykorzystywany do wymiany informacji poprzedzającej nawiązanie połączenia, takiej jak np. uwierzytelnienie abonenta.

- FACCH – niestowarzyszona wersja szybkiego kanału sterującego, stosowana np. do wymiany krótkich wiadomości.

## Kanały rozmówne
TCH (z ang. Traffic Channel) – kanał rozmówny, w którym transmitowane są ciągi zer i jedynek odpowiadające sygnałowi mowy lub danych abonenta. Są dwa rodzaje kanałów rozmownych: 
- o pełnej szybkości TCH/FS (z ang. Traffic Channel / Full Rate)
- o połówkowej szybkości TCH/HS (z ang. Traffic Channel / Half Rate)

## Rozmieszczenie kanałów logicznych w kanałach fizycznych
- kanał fizyczny tworzą szczeliny o tych samych numerach w kolejnych ramkach
- 7 ściśle określonych kombinacji (tabela nr 1.)
- każda kombinacja kanałów logicznych wymaga jednego kanału fizycznego

| Numer Kombinacji | Organizacja kanałów logicznych                                                |
| ---------------- | ----------------------------------------------------------------------------- |
| I                | TCH/FS + FACCH/FS + SACCH/FS                                                  |
| II               | TCH/HS(0,1) + FACCH/HS(0,1) + SACCH/HS(0,1)                                   |
| III              | TCH/HS(0) + FACCH/HS(0) + SACCH/HS(0) + TCH/HS(1) + FACCH/HS(1) + SACCH/HS(1) |
| IV               | FCCH + SCH + CCCH + BCCH                                                      |
| V                | FCCH + SCH + CCCH + BCCH + SDCCH/4 + SACCH/4                                  |
| VI               | CCCH + BCCH                                                                   |
| VII              | SDCCH/8 + SACCH/8                                                             |

## Przykładowe procedury systemowe wykorzystujące kanały logiczne
- Włączanie się stacji ruchomej do systemu : FCCH, SCH, BCCH
- Uaktualnianie informacji o położeniu stacji ruchomej (VLR, HLR) : RACH, AGCH, SDCCH
- Zestawianie połączenia do stacji ruchomej : PCH, RACH, AGCH,  SDCCH, FACCH, TCH

## Literatura
- Krzysztof Wesołowski – „Systemy radiokomunikacji ruchomej”, Wydawnictwa Komunikacji i Łączności, Warszawa, 2003
- W. Hołubowicz, P. Płóciennik – „Cyfrowe systemy telefonii komórkowej GSM 900, GSM 1800, UMTS”, 1998